# Distretto di Leribe
Leribe è uno dei 10 distretti che costituiscono il Lesotho.

## Circoscrizioni e Comunità
Il distretto consta di 13 circoscrizioni e 18  comunità:
- Circoscrizioni:
  - Hlotse
  - Kolonyama
  - Likhetlane
  - Mahobong
  - Maliba-Matšo
  - Maputsoe
  - Matlakeng
  - Mohobollo
  - Mphosong
  - Peka
  - Pela-Tšoeu
  - Thaba-Phatšoa
  - Tsikoane
- Comunità:
  - Fenyane
  - Hlepheng
  - Khomokhoana
  - Limamarela
  - Linare
  - Litjotjela
  - Maisa-Phoka
  - Malaoaneng
  - Manka
  - Matlameng
  - Menkhoaneng
  - Motati
  - Mphorosane
  - Pitseng
  - Sephokong
  - Serupane
  - Seshote
  - Tsoili-tsoili